# نولا (ایتالیا)
نولا (ایتالیا) (به ایتالیایی: Nola) یک کومونه در ایتالیا است که در استان ناپل واقع شده‌است.

## خصوصیات
نولا ۳۹ کیلومترمربع مساحت و ۳۲٬۸۶۳ نفر جمعیت دارد.

## خواهرخوانده
شهرهای ویتربو، گوبیو، ساساری، پالمی و Sutera خواهرخوانده‌های نولا (ایتالیا) هستند.